# Оберкайль
Оберкайль (нім. Oberkail) — громада в Німеччині, розташована в землі Рейнланд-Пфальц. Входить до складу району Бітбург-Прюм. Складова частина об'єднання громад Бітбургер-Ланд.
Площа — 24,26 км2. Населення становить 586 ос. (станом на 31 грудня 2020).

## Галерея

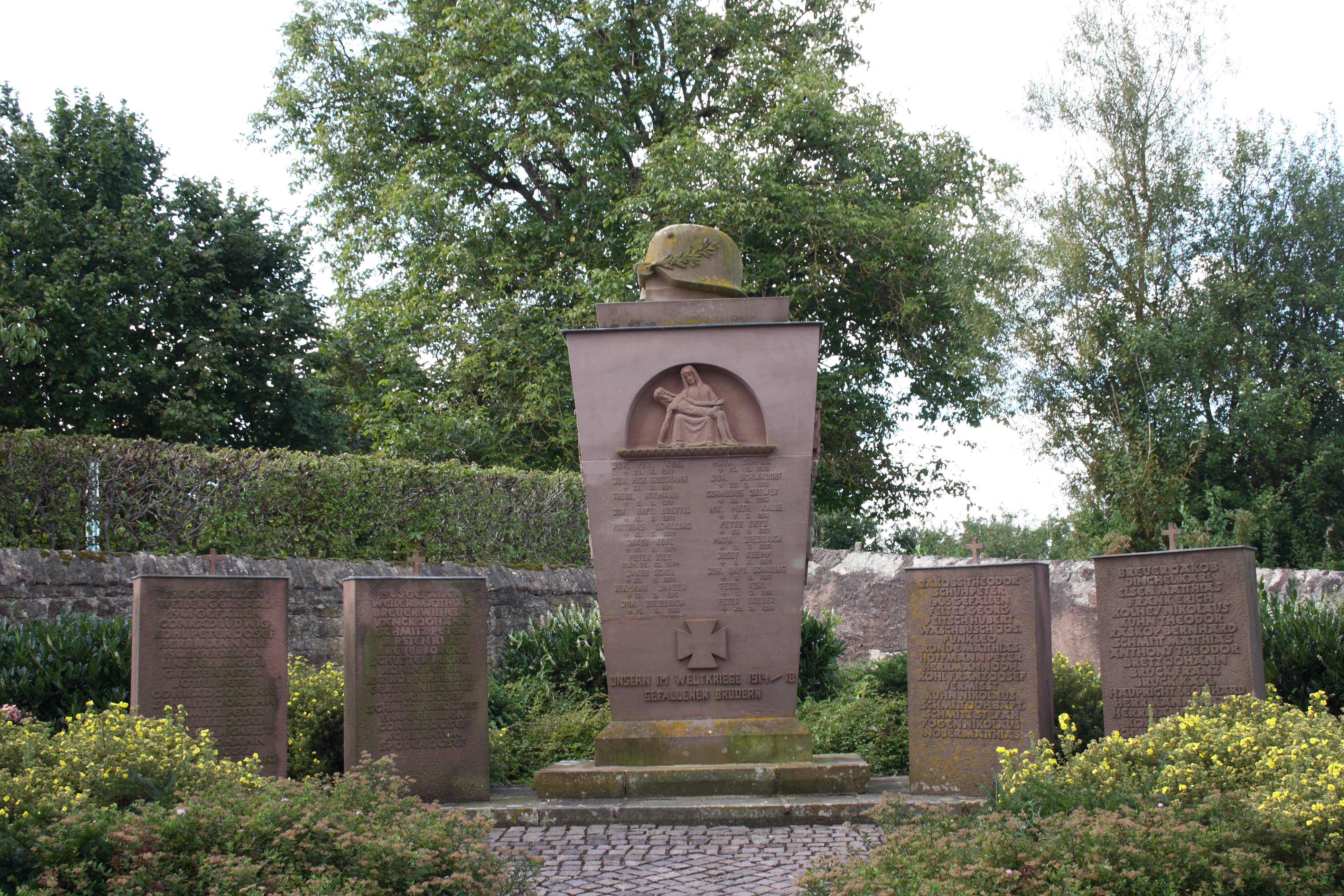
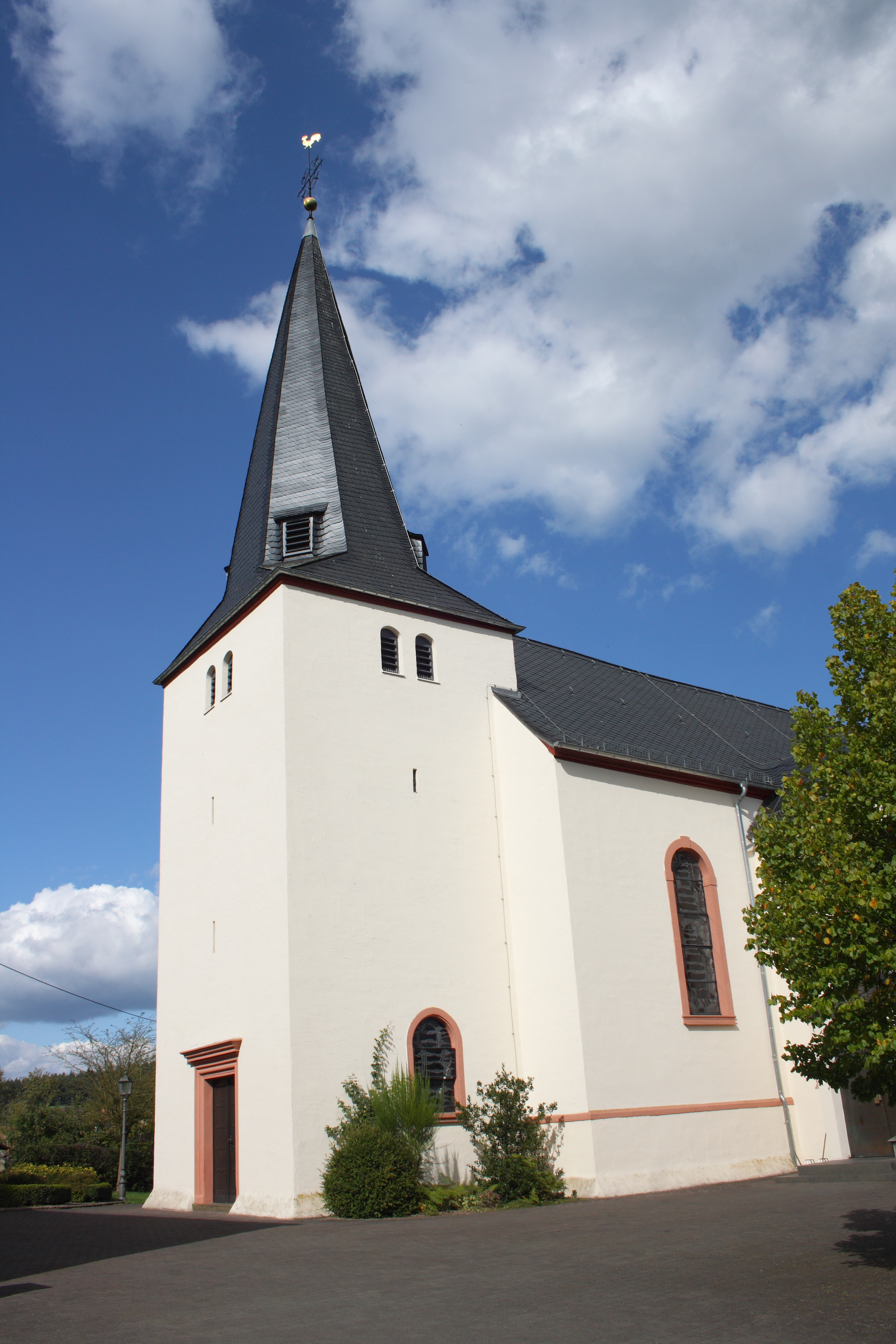